# Battaglia di Đông Khê
La battaglia di Đông Khê fu una conflitto svoltosi durante la guerra d'Indocina, combattuto presso la città vietnamita di Đông Khê, nella provincia del Tonchino, nel settembre 1950. Si concluse con la vittoria del movimento guerrigliero dei Viet Minh.
L'avamposto di Đông Khê era controllato da due compagnie del 2º e del 3º battaglione di fanteria della Legione straniera francese; il 16 settembre i Viet Minh attaccarono la struttura con circa 2000 uomini, con l'ausilio dei mortai. Dopo due giorni di combattimento ravvicinato solo pochi legionari riuscirono a fuggire.
| Controllo di autorità | LCCN (EN) sh88003676 · J9U (EN, HE) 987007544035005171 |